# César Barbeito
César Alfredo Barbeito (El Bolsón, 10 de febrero de 1965) es un docente y político argentino, perteneciente a la Unión Cívica Radical, que fungió como ministro de Educación de la provincia de Río Negro durante la gobernación de Miguel Saiz, entre 2005 y 2011.
Fue convencional municipal de su localidad natal, El Bolsón en el año 1989, siendo posteriormente elegido concejal en 1993 y presidente del Consejo Deliberante. Fue intendente municipal interino tras el juicio político a José Dirazar, pero finalmente dimitió en medio de un complejo escenario de pago de sueldos. Al año siguiente fue elegido diputado provincial por representación proporcional durante el período 1999-2003.
Al término de su mandato como ministro, fue candidato de la Concertación para el Desarrollo (alianza encabezada por la UCR rionegrina y ligada al radicalismo kirchnerista) a gobernador de Río Negro en las elecciones provinciales de 2011, derrotando en las internas del partido a Bautista Mendioroz, el vicegobernador saliente. Sin embargo, fue finalmente vencido por el postulante justicialista Carlos Ernesto Soria y protagonizando la primera derrota electoral del radicalismo rionegrino en una elección gubernativa.